# Il'ka
La Il'ka (in russo  Илька́?; in buriato: Элхи гол) è un fiume della Russia siberiana orientale meridionale, affluente di destra della Brjanka. Scorre nei rajon Zaigraevskij e Kižinginskij della Repubblica Autonoma della Buriazia.

## Descrizione
Il fiume ha origine sul versante settentrionale della parte orientale della catena Cagan-Daban. Nel corso superiore e medio scorre in direzione sud-ovest poi gira a nord-ovest. Sfocia nella Brjanka a 44 km dalla foce, 3 km a sud dell'insediamento di tipo urbano di Zaigraevo. La lunghezza del fiume è di 118 km , l'area del bacino è di 2490 km².